# Gran Premio motociclistico di Francia 2015
Il Gran Premio motociclistico di Francia 2015 è stato la quinta prova del motomondiale del 2015, disputato il 17 maggio sul circuito Bugatti di Le Mans. Si tratta della 58ª edizione del Gran Premio motociclistico di Francia valida per il motomondiale.
Le vittorie nelle tre classi sono andate rispettivamente a Jorge Lorenzo in MotoGP, a Thomas Lüthi in Moto2 e a Romano Fenati in Moto3.

## MotoGP
Jorge Lorenzo vince il secondo Gran Premio consecutivo davanti a Valentino Rossi e Andrea Dovizioso. Rossi rimane in testa alla classifica con 102 punti, mentre Lorenzo si porta al secondo posto con 87 punti dietro a Dovizioso con 83. Solo al quarto posto Marquez, sia in gara che come posizione in classifica generale con 69 punti.

### Arrivati al traguardo
| Pos. | Nº | Pilota           | Squadra                     | Motocicletta       | Giri | Tempo     | Griglia | Punti |
| ---- | -- | ---------------- | --------------------------- | ------------------ | ---- | --------- | ------- | ----- |
| 1º   | 99 | Jorge Lorenzo    | Movistar Yamaha             | Yamaha YZR-M1      | 28   | 43'44.143 | 3º      | 25    |
| 2º   | 46 | Valentino Rossi  | Movistar Yamaha             | Yamaha YZR-M1      | 28   | +3.820    | 7º      | 20    |
| 3º   | 4  | Andrea Dovizioso | Ducati Team                 | Ducati Desmosedici | 28   | +12.380   | 2º      | 16    |
| 4º   | 93 | Marc Márquez     | Repsol Honda                | Honda RC213V       | 28   | +19.890   | 1º      | 13    |
| 5º   | 29 | Andrea Iannone   | Ducati Team                 | Ducati Desmosedici | 28   | +20.237   | 5º      | 11    |
| 6º   | 38 | Bradley Smith    | Monster Yamaha Tech 3       | Yamaha YZR-M1      | 28   | +21.145   | 6º      | 10    |
| 7º   | 44 | Pol Espargaró    | Monster Yamaha Tech 3       | Yamaha YZR-M1      | 28   | +35.493   | 12º     | 9     |
| 8º   | 68 | Yonny Hernández  | Pramac Racing               | Ducati Desmosedici | 28   | +39.601   | 11º     | 8     |
| 9º   | 25 | Maverick Viñales | Suzuki Ecstar               | Suzuki GSX-RR      | 28   | +41.571   | 13º     | 7     |
| 10º  | 9  | Danilo Petrucci  | Pramac Racing               | Ducati Desmosedici | 28   | +42.789   | 9º      | 6     |
| 11º  | 69 | Nicky Hayden     | Aspar Team                  | Honda RC213V-RS    | 28   | +53.636   | 14º     | 5     |
| 12º  | 76 | Loris Baz        | Athinà Forward Racing       | Yamaha Forward     | 28   | +1'00.617 | 22º     | 4     |
| 13º  | 8  | Héctor Barberá   | Avintia Racing              | Ducati Desmosedici | 28   | +1'04.272 | 19º     | 3     |
| 14º  | 50 | Eugene Laverty   | Aspar Team                  | Honda RC213V-RS    | 28   | +1'05.259 | 21º     | 2     |
| 15º  | 19 | Álvaro Bautista  | Aprilia Racing Team Gresini | Aprilia RS-GP      | 28   | +1'05.515 | 23º     | 1     |
| 16º  | 26 | Daniel Pedrosa   | Repsol Honda                | Honda RC213V       | 28   | +1'20.907 | 8º      |       |
| 17º  | 15 | Alex De Angelis  | Octo IodaRacing             | ART                | 28   | +1'21.663 | 24º     |       |
| 18º  | 33 | Marco Melandri   | Aprilia Racing Team Gresini | Aprilia RS-GP      | 27   | +1 giro   | 25º     |       |

### Ritirati
| Nº | Pilota          | Squadra               | Motocicletta       | Giri | Griglia |
| -- | --------------- | --------------------- | ------------------ | ---- | ------- |
| 43 | Jack Miller     | CWM LCR Honda         | Honda RC213V-RS    | 14   | 18º     |
| 17 | Karel Abraham   | AB Motoracing         | Honda RC213V-RS    | 14   | 20º     |
| 35 | Cal Crutchlow   | CWM LCR Honda         | Honda RC213V       | 7    | 4º      |
| 45 | Scott Redding   | EG 0,0 Marc VDS       | Honda RC213V       | 3    | 15º     |
| 63 | Mike Di Meglio  | Avintia Racing        | Ducati Desmosedici | 3    | 17º     |
| 41 | Aleix Espargaró | Suzuki Ecstar         | Suzuki GSX-RR      | 2    | 10º     |
| 6  | Stefan Bradl    | Athinà Forward Racing | Yamaha Forward     | 1    | 16º     |

## Moto2
Il pilota svizzero Thomas Lüthi ha ottenuto sia il giro più veloce che la vittoria in gara, precedendo sul traguardo il campione mondiale in carica Esteve Rabat e il capoclassifica dell'anno in corso Johann Zarco.

### Arrivati al traguardo
| Pos. | Nº | Pilota              | Squadra                        | Motocicletta       | Giri | Tempo     | Griglia | Punti |
| ---- | -- | ------------------- | ------------------------------ | ------------------ | ---- | --------- | ------- | ----- |
| 1º   | 12 | Thomas Lüthi        | Derendinger Racing Interwetten | Kalex Moto2        | 26   | 42'27.011 | 6º      | 25    |
| 2º   | 1  | Esteve Rabat        | EG 0,0 Marc VDS                | Kalex Moto2        | 26   | +1.767    | 4º      | 20    |
| 3º   | 5  | Johann Zarco        | Ajo Motorsport                 | Kalex Moto2        | 26   | +3.760    | 3º      | 16    |
| 4º   | 22 | Sam Lowes           | Speed Up Racing                | Speed Up SF15      | 26   | +4.076    | 2º      | 13    |
| 5º   | 21 | Franco Morbidelli   | Italtrans Racing               | Kalex Moto2        | 26   | +14.492   | 12º     | 11    |
| 6º   | 60 | Julián Simón        | QMMF Racing                    | Speed Up SF15      | 26   | +14.681   | 9º      | 10    |
| 7º   | 30 | Takaaki Nakagami    | Idemitsu Honda Team Asia       | Kalex Moto2        | 26   | +14.845   | 5º      | 9     |
| 8º   | 19 | Xavier Siméon       | Federal Oil Gresini            | Kalex Moto2        | 26   | +15.135   | 8º      | 8     |
| 9º   | 55 | Hafizh Syahrin      | Petronas Raceline Malaysia     | Kalex Moto2        | 26   | +19.243   | 13º     | 7     |
| 10º  | 77 | Dominique Aegerter  | Technomag Racing Interwetten   | Kalex Moto2        | 26   | +19.531   | 19º     | 6     |
| 11º  | 95 | Anthony West        | QMMF Racing                    | Speed Up SF15      | 26   | +29.478   | 17º     | 5     |
| 12º  | 4  | Randy Krummenacher  | JIR Racing                     | Kalex Moto2        | 26   | +29.646   | 10º     | 4     |
| 13º  | 23 | Marcel Schrötter    | Tech 3                         | Tech 3 Mistral 610 | 26   | +30.220   | 14º     | 3     |
| 14º  | 11 | Sandro Cortese      | Dynavolt Intact GP             | Kalex Moto2        | 26   | +30.691   | 18º     | 2     |
| 15º  | 49 | Axel Pons           | AGR Team                       | Kalex Moto2        | 26   | +33.097   | 16º     | 1     |
| 16º  | 88 | Ricard Cardús       | Tech 3                         | Tech 3 Mistral 610 | 26   | +33.604   | 25º     |       |
| 17º  | 40 | Álex Rins           | Paginas Amarillas HP 40        | Kalex Moto2        | 26   | +38.293   | 1º      |       |
| 18º  | 3  | Simone Corsi        | Athinà Forward Racing          | Kalex Moto2        | 26   | +39.001   | 20º     |       |
| 19º  | 25 | Azlan Shah          | Idemitsu Honda Team Asia       | Kalex Moto2        | 26   | +43.459   | 24º     |       |
| 20º  | 70 | Robin Mulhauser     | Technomag Racing Interwetten   | Kalex Moto2        | 26   | +57.742   | 26º     |       |
| 21º  | 7  | Lorenzo Baldassarri | Athinà Forward Racing          | Kalex Moto2        | 26   | +1'09.399 | 22º     |       |
| 22º  | 10 | Thitipong Warokorn  | APH PTT The Pizza SAG          | Kalex Moto2        | 26   | +1'17.247 | 27º     |       |
| 23º  | 66 | Florian Alt         | Octo Iodaracing                | Suter MMX2         | 26   | +1'17.646 | 28º     |       |
| 24º  | 2  | Jesko Raffin        | sports-millions-EMWE-SAG       | Kalex Moto2        | 26   | +1'17.837 | 29º     |       |
| 25º  | 51 | Zaqhwan Zaidi       | JPMoto Malaysia                | Suter MMX2         | 26   | +1'33.192 | 30º     |       |
| 26º  | 20 | Louis Bulle         | Promoto Sport                  | Transfiormers      | 25   | +1 giro   | 31º     |       |

### Ritirati
| Nº | Pilota       | Squadra                 | Motocicletta       | Giri | Griglia |
| -- | ------------ | ----------------------- | ------------------ | ---- | ------- |
| 39 | Luis Salom   | Paginas Amarillas HP 40 | Kalex Moto2        | 24   | 7º      |
| 36 | Mika Kallio  | Italtrans Racing        | Kalex Moto2        | 12   | 11º     |
| 94 | Jonas Folger | AGR Team                | Kalex Moto2        | 9    | 15º     |
| 96 | Louis Rossi  | Tasca Racing            | Tech 3 Mistral 610 | 4    | 23º     |
| 73 | Álex Márquez | EG 0,0 Marc VDS         | Kalex Moto2        | 4    | 21º     |

## Moto3
Il podio della gara riservata alla minor cilindrata è stato monopolizzato da tre piloti italiani con Romano Fenati che ha preceduto Enea Bastianini e Francesco Bagnaia, curiosamente in sella a tre moto di marche diverse. In testa alla classifica del mondiale resta però il britannico Danny Kent, giunto quarto in questa occasione ma vincitore di 3 delle 4 gare che hanno preceduto questa.

### Arrivati al traguardo
| Pos. | Nº | Pilota              | Squadra                    | Motocicletta        | Giri | Tempo     | Griglia | Punti |
| ---- | -- | ------------------- | -------------------------- | ------------------- | ---- | --------- | ------- | ----- |
| 1º   | 5  | Romano Fenati       | SKY Racing Team VR46       | KTM RC 250 GP       | 24   | 41'22.829 | 5º      | 25    |
| 2º   | 33 | Enea Bastianini     | Gresini Racing             | Honda NSF250R       | 24   | +0.122    | 18º     | 20    |
| 3º   | 21 | Francesco Bagnaia   | Mapfre Team Mahindra       | Mahindra MGP3O      | 24   | +0.457    | 3º      | 16    |
| 4º   | 52 | Danny Kent          | Leopard Racing             | Honda NSF250R       | 24   | +0.693    | 31º     | 13    |
| 5º   | 23 | Niccolò Antonelli   | Ongetta-Rivacold           | Honda NSF250R       | 24   | +2.244    | 7º      | 11    |
| 6º   | 84 | Jakub Kornfeil      | Drive M7 SIC               | KTM RC 250 GP       | 24   | +2.421    | 4º      | 10    |
| 7º   | 32 | Isaac Viñales       | Husqvarna Factory Laglisse | Husqvarna FR 250 GP | 24   | +2.587    | 9º      | 9     |
| 8º   | 44 | Miguel Oliveira     | Red Bull KTM Ajo           | KTM RC 250 GP       | 24   | +4.065    | 8º      | 8     |
| 9º   | 16 | Andrea Migno        | SKY Racing Team VR46       | KTM RC 250 GP       | 24   | +14.876   | 16º     | 7     |
| 10º  | 65 | Philipp Öttl        | Schedl GP Racing           | KTM RC 250 GP       | 24   | +22.588   | 33º     | 6     |
| 11º  | 76 | Hiroki Ono          | Leopard Racing             | Honda NSF250R       | 24   | +23.247   | 32º     | 5     |
| 12º  | 58 | Juanfran Guevara    | Mapfre Team Mahindra       | Mahindra MGP3O      | 24   | +26.231   | 15º     | 4     |
| 13º  | 11 | Livio Loi           | RW Racing GP               | Honda NSF250R       | 24   | +26.470   | 22º     | 3     |
| 14º  | 63 | Zulfahmi Khairuddin | Drive M7 SIC               | KTM RC 250 GP       | 24   | +26.677   | 30º     | 2     |
| 15º  | 29 | Stefano Manzi       | San Carlo Team Italia      | Mahindra MGP3O      | 24   | +26.841   | 14º     | 1     |
| 16º  | 55 | Andrea Locatelli    | Gresini Racing             | Honda NSF250R       | 24   | +28.484   | 13º     |       |
| 17º  | 17 | John McPhee         | SaxoPrint RTG              | Honda NSF250R       | 24   | +33.193   | 19º     |       |
| 18ª  | 22 | Ana Carrasco        | RBA Racing                 | KTM RC 250 GP       | 24   | +38.979   | 28ª     |       |
| 19ª  | 6  | María Herrera       | Husqvarna Factory Laglisse | Husqvarna FR 250 GP | 24   | +39.450   | 11ª     |       |
| 20º  | 98 | Karel Hanika        | Red Bull KTM Ajo           | KTM RC 250 GP       | 24   | +58.182   | 24º     |       |

### Ritirati
| Nº | Pilota             | Squadra               | Motocicletta   | Giri | Griglia |
| -- | ------------------ | --------------------- | -------------- | ---- | ------- |
| 88 | Jorge Martín       | Mapfre Team Mahindra  | Mahindra MGP3O | 23   | 34º     |
| 10 | Alexis Masbou      | SaxoPrint RTG         | Honda NSF250R  | 21   | 26º     |
| 31 | Niklas Ajo         | RBA Racing            | KTM RC 250 GP  | 21   | 20º     |
| 24 | Tatsuki Suzuki     | CIP                   | Mahindra MGP3O | 19   | 10º     |
| 20 | Fabio Quartararo   | Estrella Galicia 0,0  | Honda NSF250R  | 17   | 1º      |
| 12 | Matteo Ferrari     | San Carlo Team Italia | Mahindra MGP3O | 11   | 12º     |
| 95 | Jules Danilo       | Ongetta-Rivacold      | Honda NSF250R  | 10   | 6º      |
| 40 | Darryn Binder      | Outox Reset Drink     | Mahindra MGP3O | 9    | 27º     |
| 9  | Jorge Navarro      | Estrella Galicia 0,0  | Honda NSF250R  | 5    | 2º      |
| 19 | Alessandro Tonucci | Outox Reset Drink     | Mahindra MGP3O | 2    | 21º     |
| 2  | Remy Gardner       | CIP                   | Mahindra MGP3O | 0    | 17º     |
| 91 | Gabriel Rodrigo    | RBA Racing            | KTM RC 250 GP  | 0    | 23º     |
| 41 | Brad Binder        | Red Bull KTM Ajo      | KTM RC 250 GP  | 0    | 25º     |
| 7  | Efrén Vázquez      | Leopard Racing        | Honda NSF250R  | 0    | 29º     |